# پوکاراجو (بولونزی-هواری)
پوکاراجو (به اسپانیایی: Pucarajo) یک کوه در پرو است که در Huallanca District واقع شده‌است. پوکاراجو ۵٬۰۰۰ متر بالاتر از سطح دریا واقع شده‌است.